# Venus Anadiómena (Tiziano)
La Venus Anadiómena (en italiano: Venere Anadiomene) es un cuadro en óleo sobre tela (73,6x58,4 cm) de Tiziano, realizado en 1520 aproximadamente y conservado en la Galería Nacional de Escocia de Edimburgo.

## Historia
No es seguro que la obra sea aquel Baño citado de las fuentes antiguas como pintado por Tiziano para Alfonso I de Este en 1517. La datación más aceptada hoy en día que remite a la obra es alrededor de 1520 aproximadamente, en estrecha comparación con la ninfa desnuda en La bacanal de los andrios.
La obra pertenecía a Cristina de Suecia y al duque de Orleans. Ya en las colecciones del conde de Ellesmere, conservadas en el museo escocés, finalmente fue adquirido por la institución en 2003.
La obra está en excelentes condiciones de conservación y una radiografía tomada durante una restauración mostró que la cabeza de la diosa en el diseño original estaba en una posición diferente.

## Descripción y estilo
La Venus Anadiomena es la representación del nacimiento de la diosa de las aguas del mar de Chipre. Existía la descripción en Plinio de una pintura de Apeles sobre este tema y a menudo los pintores del Renacimiento tuvieron el desafío de recordarlo, como Botticelli en el célebre Nacimiento de Venus.
Tiziano también debía conocer la descripción del modelo antiguo, pero estableció la escena como un retrato de un desnudo ideal femenino reducido en los bordes de la tela, en posición vertical, saliendo del agua con las piernas aún sumergidas hasta la mitad del muslo. Ella avanza desenredando su cabello y realizando un giro donde se inclina ligeramente hacia adelante, siguiendo el ejemplo de la estatuilla antigua. La concha de vieira que flota en la superficie marina remite a la leyenda de su nacimiento, empujada a tierra sobre las conchas del animal marino como una perla.
El tipo físico de la mujer es típico de aquellos años y quizás correspondía a una amante del artista que realmente existió. Se puede encontrar en Flora de la Galería Uffizi, en la Mujer ante el espejo en Louvre, en la Vanidad en Múnich, en la Salomé de la Galería Doria-Pamphili, en la Violante y en la Mujer joven con túnica negra de Viena.
Curiosamente, dados los informes de Tiziano y Morto de Feltre (Pietro, o para otros Lorenzo, Luzzo) con motivo de la decoración del Fondaco dei Tedeschi en Venecia, es la pintura de Venus-Fortune-Primavera en la habitación en el primer piso de la casa de Mezzan a Feltre. El fresco, descubierto en 1990, muestra a una gran mujer desnuda que le da el cabello al espectador (Fortuna), se levanta de la espuma del mar (Venus Anadiómena) y se encuentra bajo los signos del zodiaco de tauro y géminis (primavera). El año es 1520.